# Antigua capilla de la Victoria de Maipú
La antigua capilla de la Victoria de Maipú o parroquia de Nuestra Señora del Carmen fue la iglesia católica construida como cumplimiento del voto de Bernardo O'Higgins a la Virgen del Carmen,  realizada durante la Guerra de la Independencia de Chile. Su construcción fue decretada el 7 de mayo de 1818. Sin embargo, debido a atrasos en la obra, fue inaugurada y bendecida en 1892, durante el mandato presidencial de Jorge Montt.
En el año 1974 la iglesia fue demolida debido a daños críticos en su estructura causados por el terremoto de 1906 y a un posterior temblor en 1927, conservando sólo sus muros laterales, los cuales están ubicados frente al actual Templo Votivo de Maipú. En 1984, según el decreto n.º 645, sus restos son considerados Monumento Histórico de Chile.

## Historia
En 1817, durante el periodo de independencia de Chile de la Monarquía española, el Ejército de Los Andes, liderado por el militar José de San Martín y contando con la colaboración del militar chileno Bernardo O’Higgins, declara en Mendoza a la Virgen del Carmen como patrona y protectora de la liberación de América. Asimismo, el 11 de febrero, anterior a la batalla de Chacabuco, O’Higgins la nombró como patrona y generalísima de las Armas de Chile.

El 14 de marzo de 1818, en una misa realizada en la Catedral de Santiago, en la cual asistieron los militares Bernardo O’Higgins y José de San Martín, acompañados del clérigo, monseñor José Ignacio Cienfuegos. En esta, se ratifica el juramento realizado en Mendoza, mencionando también la construcción del templo en honor a la Virgen del Carmen:
En el mismo sitio en donde se dé la batalla, se levantará un Santuario de la Virgen del Carmen, Patrona y Generala de los Ejércitos de Chile y los cimientos serán colocados por los mismos magistrados que formulan este voto y en el mismo lugar de su misericordia, que será el de su gloria.
La victoria ocurrió durante la Batalla de Maipú, hito histórico que aseguró la independencia de Chile El 7 de mayo de 1818, Bernardo O'Higgins, en su cargo de Director Supremo de la Nación, decreta la construcción del templo, dejando a cargo a Juan Agustín Alcalde y a Agustín de Eyzaguirre para su ejecución. Sin embargo, no es hasta 1821 que O'Higgins ordena a enajenar los terrenos en el cual se contemplaba destinar parte de estos en la construcción de la parroquia:
En el centro de estos terrenos se reservarán treinta i seis cuadras en área para la formacion de una villa en que ha de colocarse una parroquia i escuela de primeras letras, completándose hasta el número de cien cuadras para que las restantes se reserven para propios de villa, i en los sitios que han de darse i distribuirse con el objeto de la formacion de la villa serán preferidos los militares i las viudas de los defensores de la patria. El camino comun i público deberá pasar por la plaza de la villa.
Es así como el 15 de noviembre de 1818,  comienza la construcción de la iglesia que cumpliría el voto a la Virgen del Carmen. La primera piedra se colocó durante una ceremonia a la que asistió Bernardo O’Higgins, acompañado del militar José de San Martín.

### Retrasos en la obra
Desde 1818, el avance de la construcción de la capilla se postergaba cada vez más. A esto se le sumó la abdicación de Bernardo O’Higgins en su mandato como Director Supremo en el año 1823, lo cual terminó por paralizar las obras y convirtió el espacio destinado a la iglesia, en pesebreras para el ganado.
No fue hasta el gobierno de Domingo Santa María, en 1885 que se destinaron esfuerzos para la culminación de la obra que ya llevaba más de 66 años inconclusa. Es así como en 1895 pudo ser inaugurada y bendecida durante el mandato del presidente Jorge Montt.
En 1942, durante el Congreso Mariano que ocurrió en Santiago, se decretó la construcción de un nuevo templo que reemplazaría a la Capilla de la Victoria de Maipú. Ya en 1948, el Arzobispo José María Caro, ordenó la iniciación de la nueva obra que más adelante se convertiría en el actual Templo Votivo de Maipú.

## Infraestructura
La capilla se trataba de una construcción de arquitectura de estilo románico y neoclásico; contemplaba también un campanario y una torre de reloj. En el exterior de la iglesia se conserva una estatua que representa al Cristo peregrino, acompañada de una placa con los versos del poeta Lope de Vega.
El terremoto de 1906, provocó daños críticos en la estructura de la capilla, a eso se sumó un posterior temblor en el año 1927 que provocó un derrumbe parcial en el campanario, teniendo que ser reemplazado por uno de madera. Se mantuvo su estructura hasta 1974, año en la que fue demolida, conservando sus muros laterales por su importancia histórica en el proceso de independencia de Chile. En la actualidad, los muros pueden ser observados frente al Templo Votivo de Maipú, sin acceso al interior de ella debido a la poca solidez de su construcción.

## Galería
|                                                                         |
| Estatua de Cristo Peregrino ubicado en los muros de la Antigua Capilla. |

|                                                                    |
| Los muros de la capilla vistos desde el mirador del Templo Votivo. |

|                                                                  |
| Placa situada en el exterior de los muros de la Antigua Capilla. |

|                                                                                      |
| Muros de la Antigua Capilla de La Victoria de Maipú, frente al actual Templo Votivo. |